# Niels Kærgård
Niels Kærgård (født 26. oktober 1942 i Vester Bagterp) er en dansk nationaløkonom, jordbrugsøkonom, professor og tidligere overvismand. Hans arbejdsområder omfatter bl.a. økonometri og økonomisk teorihistorie.

## Karriere
Han er søn af gårdejer Andreas Kærgård (død 1990) og hustru Karen Marie født Pedersen (død 2001).
Kærgård blev student fra Hjørring Gymnasium i 1962. I en kronik i dagbladet Information har han selv senere beskrevet sin optagelsesprøve som 11-årig til den gratis offentlige mellemskole på Hjørring Gymnasium som sit livs største sejr og skelsættende for sit mønsterbrud: Som landmandssøn fra en familie, hvor ingen havde mere end syv års skolegang, til at være endt som professor på Københavns Universitet.
Han er uddannet cand.polit. fra Københavns Universitet 1970, blev lic.polit. (svarende til ph.d.) fra Københavns Universitet 1975 og dr.polit. fra samme universitet 1991. Hans disputats havde titlen ”Økonomisk vækst – en økonometrisk analyse af Danmark 1870-1981” og indeholdt en kliometrisk analyse af Danmarks økonomiske udvikling, ikke mindst baseret på Kærgårds økonometriske model CLEO.
Han var 1971-1975 kandidatstipendiat og adjunkt ved Økonomisk Institut, Københavns Universitet, 1975-89 lektor og 1989-92 docent i makroøkonomi ved samme institut og har siden 1993 været professor i jordbrugspolitik ved Institut for Økonomi, Skov og Landskab, Den Kongelige Veterinær- og Landbohøjskole (nu Fødevareøkonomisk Institut, Det Biovidenskabelige Fakultet for Fødevarer, Veterinærmedicin og Naturressourcer, Københavns Universitet). Han har siden 1999 været medlem af Videnskabernes Selskab og har siden 2008 været selskabets vicepræsident.
Niels Kærgård var i årene 1992-2001 medlem af Det Økonomiske Råds formandskab (økonomisk vismand), heraf 1995-2001 som formand (økonomisk overvismand).
I 2012 udkom festskriftet Hvordan ser verden ud? (Djøf Forlag, ISBN 978-87-574-2854-4). 16. november samme år blev han Ridder af 1. grad af Dannebrogordenen.

## Politiker
Som studerende blev Kærgård aktiv i Venstre og siden i Liberalt Centrum, som han stillede op for til folketingsvalget i 1968 uden at blive valgt, eftersom partiet ikke blev repræsenteret i Folketinget. I stedet blev Kærgård samme år valgt som studenterrådsformand for de økonomistuderende og blev dermed en del af ungdomsoprøret.
Kærgård har siden 18. oktober 1969 været gift med fysioterapeut Lena Blemsted (født 24. oktober 1943 i København), datter af lektor, cand. mag. Karl Blemsted (død 1992) og hustru Johanne Kristine født Pedersen (død 2002).

## Valgsprog
Niels Kærgårds valgsprog er angiveligt et citat fra Nobelpristageren Ragnar Frischs Nobelprisforelæsning: Facts that speak for themselves, talk in a very naive language.

## Tillidshverv
- 2008-: Medlem af Københavns Universitets bestyrelse
- 2007-: Medlem af Folkeuniversitetsnævnet
- 2007-: Formand for bestyrelsen for forskerskolen AECON (Applied Economics)
- 2007-2008: Formand for Videnskabernes Selskabs forskningspolitiske udvalg
- 2004-: Medarbejderrepræsentant i bestyrelsen for Fødevareøkonomisk Institut
- 2003-: Medlem af akademisk råd ved KVL og Det Biovidenskabelige Fakultet
- 2003-2012: Medlem af Carlsbergfondets direktion og af Carlsberg A/S' bestyrelse
- 2002-2005: Formand for bestyrelsen for forskningsskolen FLEP (Forrest, Landscape, Economics and Planning)
- 2001-: Medlem af Integrationsministeriets tænketank.
- 2000-2005: I bestyrelsen for Forskningsskolen for Marginalisering, Produktion og Velfærd
- 1997-2002: Formand for Det Offentlige Forskningsråd for Velfærdsforskning
- 1996-2003: Medlem af konsistorium ved KVL
- 1996-2005: Medlem af Det Kongelige Danske Landhusholdningsselskabs præsidium
- 1993-2002: Formand for Dansk Selskab for Historie og Samfundsøkonomi
- 1989-1990: Bestyrelsesformand i Fritidsklubben Lindholm
- 1988-1994: I bestyrelsen for Nationaløkonomisk Forening
- 1976-1977: Formand for Det Statsvidenskabelige Studienævn
- 1973-: Medlem af bestyrelsen for Dansk Økonometrisk Selskab
- 1968: Formand for Studenterrådet ved Det Samfundsvidenskabelige Fakultet ved Københavns Universitet